# Симплоковые
Симплоковые (лат. Symplocaceae) — семейство цветковых растений порядка верескоцветные, близкородственно к семейству стираксовых (Styracaceae). Включает около 320 видов в 2 родах.

## Ботаническое описание
Вечнозелёные или листопадные деревья или кустарники, как правило, опушённые, только без звездчатых волосков, характерных для большинства представителей сестринского семейства стираксовых. Листья очередные, цельные, часто кожистые. Цветки собраны в колосья, кисти или в пучки, изредка одиночные, актиноморфные, обоеполые или реже полигамные, в отличие от стираксовых, снабжены маленькими прицветничками. Чашечка маленькая, зубчатая, остающаяся при плодах, состоит из 5 сросшихся чашелистиков. Лепестков числом 5 или 10, более или менее сросшихся. Тычинок в количестве 5, 10, 15 или больше, посаженны в 1—4 круга, приросших к венчику. Нити свободные или сросшиеся в разной степени. Гинецей образован 5—2 плодолистиками, с тонким столбиком, завершающимся головчатым или 5—2—лопастным рыльцем. Завязь 5—2—гнездная, в каждом гнезде 2—4 семязачатка.

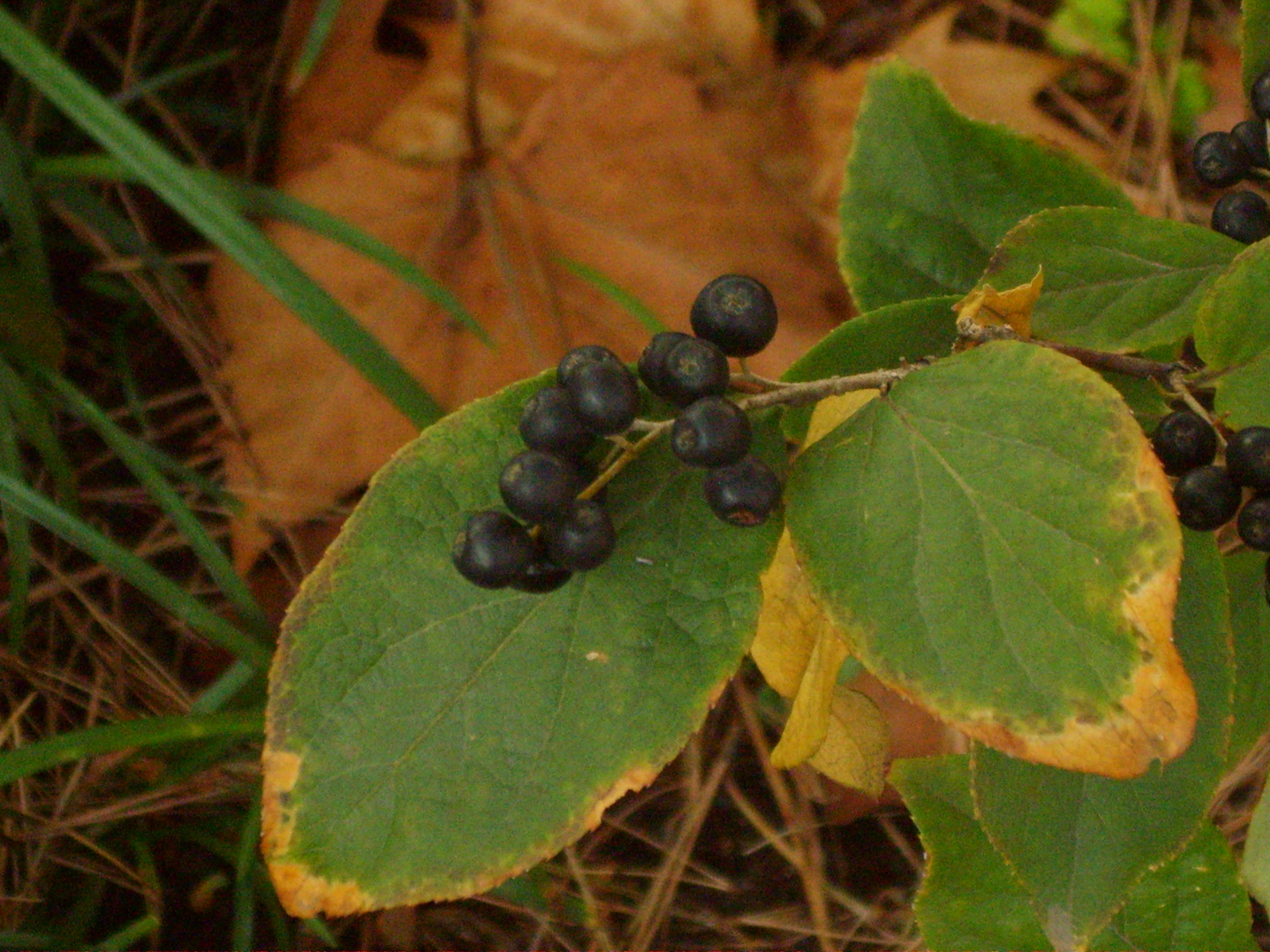
Плоды Symplocos paniculata

Плод костянковидный, увенчан оставшимися долями чашечки, часто с 1 семенем для каждого гнезда.
Семена с изогнутым или прямым зародышем и тучным эндоспермом.

## Ареал
Симплоковые распространены в тропических и субтропических регионах Юго-Восточной Азии, Австралии, Новой Каледонии, Северной и Южной Америке, но отсутствуют в Африке и Западной Азии.

## Таксономия
Традиционно семейство считалось монотипным, с единственным родом симплокос. Несколько видов симплокоса, встречающихся в Южной и Юго-Восточной Азии, позже стали выносить в отдельный род Кордилобласте. Несколько других родов (Hopea Garden, 1767; Palura Buch.-Ham. ex Miers, 1879), выделяемых некоторыми исследователями, так и не получили признания и вошли в синонимику рода симплокос.
Список родов:
- Symplocos Jacq., 1760 — Симплокос
- Cordyloblaste Hensch. ex Moritzi, 1848 — Кордилобласте